# Melanacrosathe siamensis
Melanacrosathe siamensis är en tvåvingeart som beskrevs av Lyneborg 1999. Melanacrosathe siamensis ingår i släktet Melanacrosathe och familjen stilettflugor.
Artens utbredningsområde är Thailand. Inga underarter finns listade i Catalogue of Life.